# Mifflin (Ohio)
Mifflin é uma vila localizada no estado norte-americano de Ohio, no Condado de Ashland.

## Demografia
Segundo o censo norte-americano de 2000, a sua população era de 144 habitantes.
Em 2006, foi estimada uma população de 145, um aumento de 1 (0.7%).

## Geografia
De acordo com o United States Census Bureau tem uma área de
0,7 km², dos quais 0,7 km² cobertos por terra e 0,0 km² cobertos por água.

## Localidades na vizinhança
O diagrama seguinte representa as localidades num raio de 16 km ao redor de Mifflin.